# Polané (západní)
Západní Polané (též Poliané, polsky Polanie) je historický západoslovanský kmen obývající pánev řeky Warty v 8. století. Na konci 9. století se Polanům podařilo podmanit si většinu slovanských kmenů mezi řekami Odrou a Západním Bugem a mezi Karpatami a Baltem.

## Stát Polanů
Kmenový svaz v čele s piastovskou dynastií se vyvinul v polský stát, jehož název pochází od kmene Polanů. Počátky jejich státního útvaru sahají do konce 9. století, i když první písemné zprávy o něm se vážou až k roku 963. V druhé polovině 9. století nabyli pravděpodobně ústředního postavení mezi kmeny sídlícími na území dnešního Polska Lenčici a začali je sjednocovat kolem hnězdenského centra. Tak vzniklo jádro budoucího státu Polanů. S tímto označením se však v pramenech setkáváme až na přelomu 10. a 11. století, kdy německý kronikář Dětmar z Merseburku tituluje prvního historicky doloženého vládce tohoto státního útvaru Měška I. z rodu Piastovců jako dux Poleniorum – kníže Polanů. Jako Polsko byl tento stát poprvé označen císařem Otou III. na sjezdu v Hnězdně v roce 999.
Hnězdenský stát se v pramenech (údaje saského kronikáře Widukinda k roku 963) objevil náhle jako silný politický útvar. Ibráhím ibn Jákúb nás zhruba v té době informuje, že Měškův stát byl nejrozlehlejší slovanskou zemí, hraničící na severu s Prusy a na východě s Rusí. Kromě hnězdenské oblasti k němu patřila další etnicky a geograficky blízká území. Mazovsko a Východní Pomoří získali zřejmě již Měškovi předchůdci. Kníže dobyl v letech 967–972 Západní Pomoří a koncem své vlády se roku 990 zmocnil Slezska, které bylo dosud součástí státu českých Boleslavů. Na východě ztratil ve prospěch kyjevského knížete Vladimíra I. Přemyšl a Červoňské hrady (v dnešní Haliči), kudy procházela důležitá obchodní stezka z Kyjeva do Krakova.
Ve druhé polovině 60. let přijal Měšek křesťanství. Roku 968 bylo v Poznani založeno misijní biskupství, jež podléhalo přímo papeži. Poté byla zahájena christianizace země.
Ke konci své vlády daroval kníže polský stát formálně sv. Petrovi, to znamená, že jej svěřil do ochrany papežství. Hlavním cílem tohoto kroku bylo získat papeže pro zřízení samostatné církevní organizace v Polsku.

## Hradiště
Nejnovější archeologické nálezy odkrývají čtyři velká opevnění nebo hradiště (polsky gród) na území raně polského státu:
- Hedeč – místo, odkud Piastovci ovládali Polany
- Poznaň – největší a pravděpodobně hlavní opevněné město v zemi
- Hnězdno – pravděpodobné duchovní centrum státu, ačkoli archeologické nálezy to nepotvrzují
- Lednický Ostrov – menší pevnost na půl cesty mezi Poznaní a Hnězdnem